# Gare de Montargis
La gare de Montargis est une gare ferroviaire française de la ligne de Moret - Veneux-les-Sablons à Lyon-Perrache. Elle est située sur le territoire de la commune de Montargis, dans le département du Loiret, en région Centre-Val de Loire.
Ouverte en 1860 par la Compagnie des chemins de fer de Paris à Lyon et à la Méditerranée (PLM), c'est une gare de la Société nationale des chemins de fer français (SNCF), desservie par des trains de la ligne R du Transilien et du réseau TER Centre-Val de Loire.

## Situation ferroviaire
Établie à 89 mètres d'altitude, la gare de Montargis, est située au point kilométrique (PK) 117,679 de la ligne de Moret - Veneux-les-Sablons à Lyon-Perrache, entre les gares ouvertes de Ferrières - Fontenay (s'intercale la gare fermée de Cepoy) et de Nogent-sur-Vernisson (s'intercale celle également fermée de Solterre),.
Elle est également l'aboutissement, au PK 124,486, de la ligne de Villeneuve-Saint-Georges à Montargis, partiellement déclassée, et au PK 180,0 de la ligne des Aubrais - Orléans à Montargis, non exploitée. Elle est aussi l'origine, au PK 117,69, de la ligne de Montargis à Sens, partiellement utilisée en trafic fret.

## Histoire

### Gare PLM (1860-1937)
La gare de Montargis est mise en service lors de l'ouverture à l'exploitation, par la Compagnie des chemins de fer de Paris à Lyon et à la Méditerranée (PLM), de sa ligne de Moret à Montargis, le 14 août 1860, comme première section de la ligne de Paris à Lyon par le Bourbonnais. La ligne s'arrête à Châlette-sur-Loing où est édifiée une gare terminus provisoire, au nord de Montargis dont elle est séparée par le Loing. Cette situation est le résultat de nombreuses discussions car il était difficilement envisageable d'implanter la gare dans cette ville fortifiée. Le conseil municipal de Montargis a prévu de créer une avenue reliant la gare avec le cœur de la ville. La gare est en partie construite de manière provisoire ; le bâtiment voyageurs et le buffet sont en bois tandis que la halle à marchandises et le dépôt des locomotives avec rotonde couverte, à seize pans, prévue pour 24 machines et une remise pour six autres, sont en maçonnerie. La ligne à voie unique permet un service réduit quotidien de quatre omnibus dans chaque sens, l'un d'entre eux circulant la nuit.
La deuxième partie de la première section, de Montargis à Nevers, est mise en service le 21 septembre 1861 par la Compagnie du PLM. La deuxième voie est opérationnelle en novembre 1862 et la gare définitive est construite en 1863, toujours à Châlette mais légèrement plus au sud que la gare provisoire. La municipalité annexe alors le quartier de la gare dans le territoire de Montargis.

La gare photographiée par Auguste Hippolyte Collard
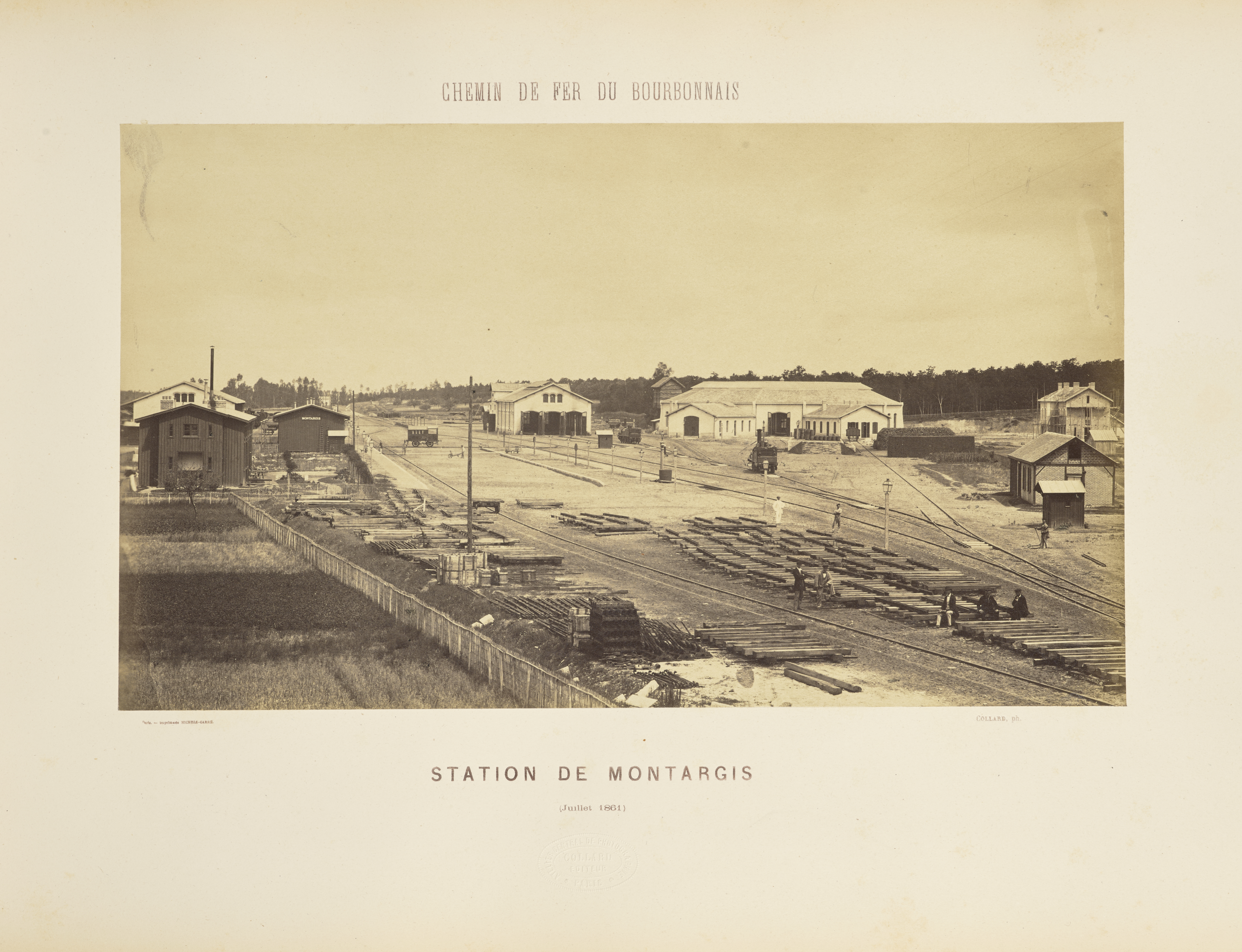
Bâtiments annexes et faisceau de voies de service en cours d'installation, en juillet 1861.
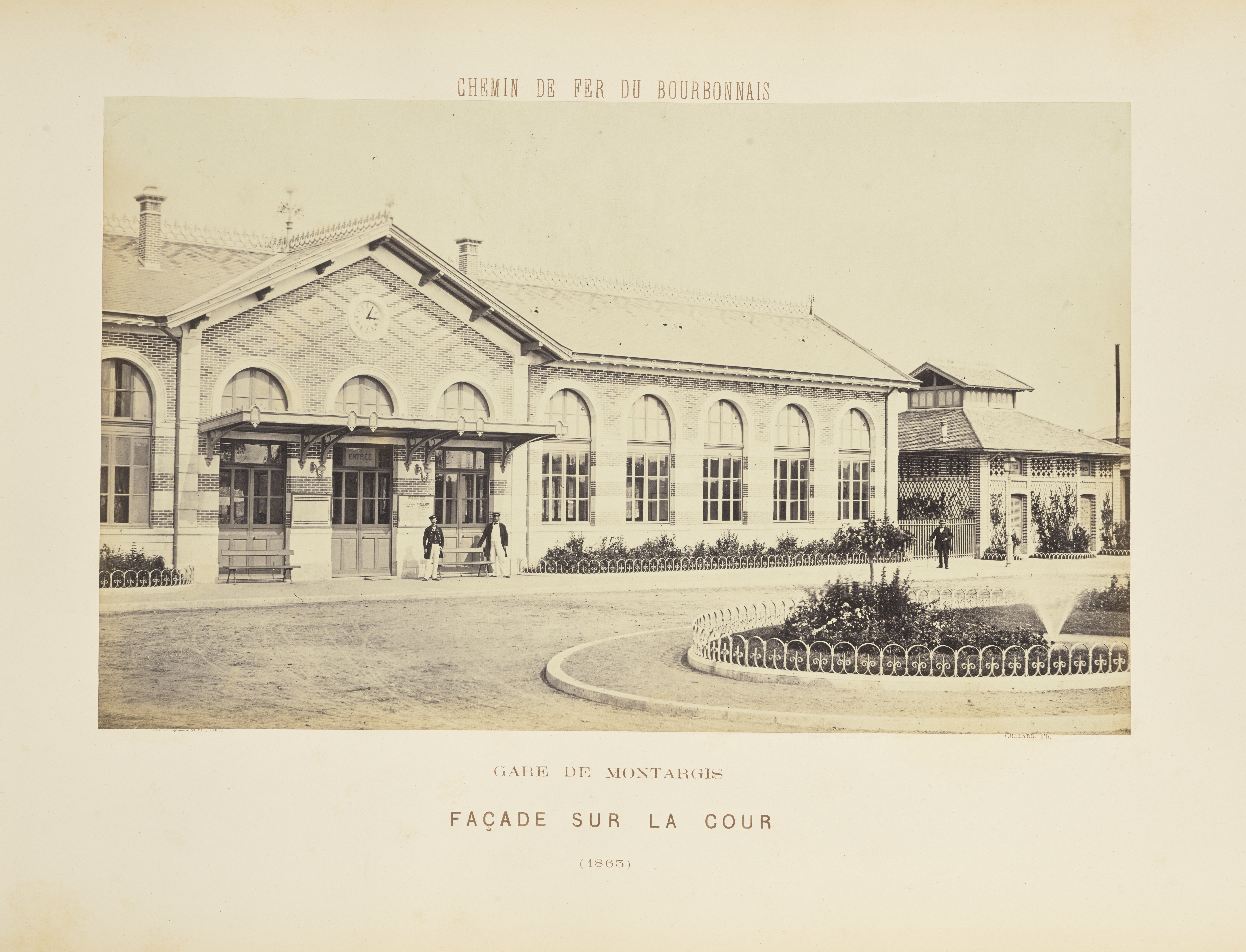
Le Bâtiment voyageurs vu de la cour, en 1863.
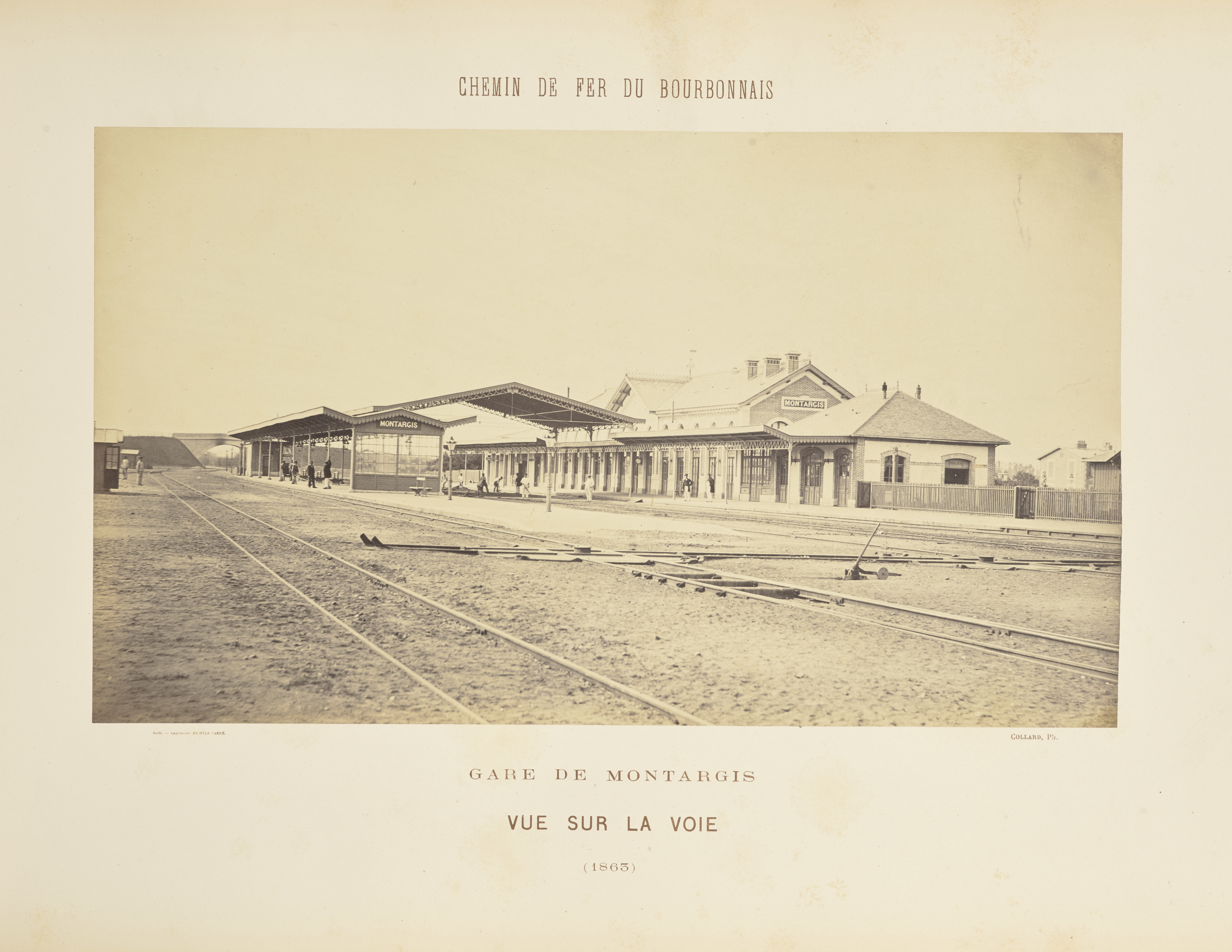
Bâtiment voyageurs, voies et quais en cours de finition, en 1863.

Le 6 mai 1867, la Compagnie du PLM met en service le tronçon de Maisse à Montargis de sa section de Corbeil à Montargis. Le 19 octobre 1874, la Compagnie du chemin de fer d'Orléans à Châlons ouvre à l'exploitation sa ligne de Montargis à Sens,. Lors de son ouverture, la ligne ne dispose que d'une voie unique ; il faut attendre le 21 octobre 1883 pour que son exploitation soit complète.

La gare vers 1900
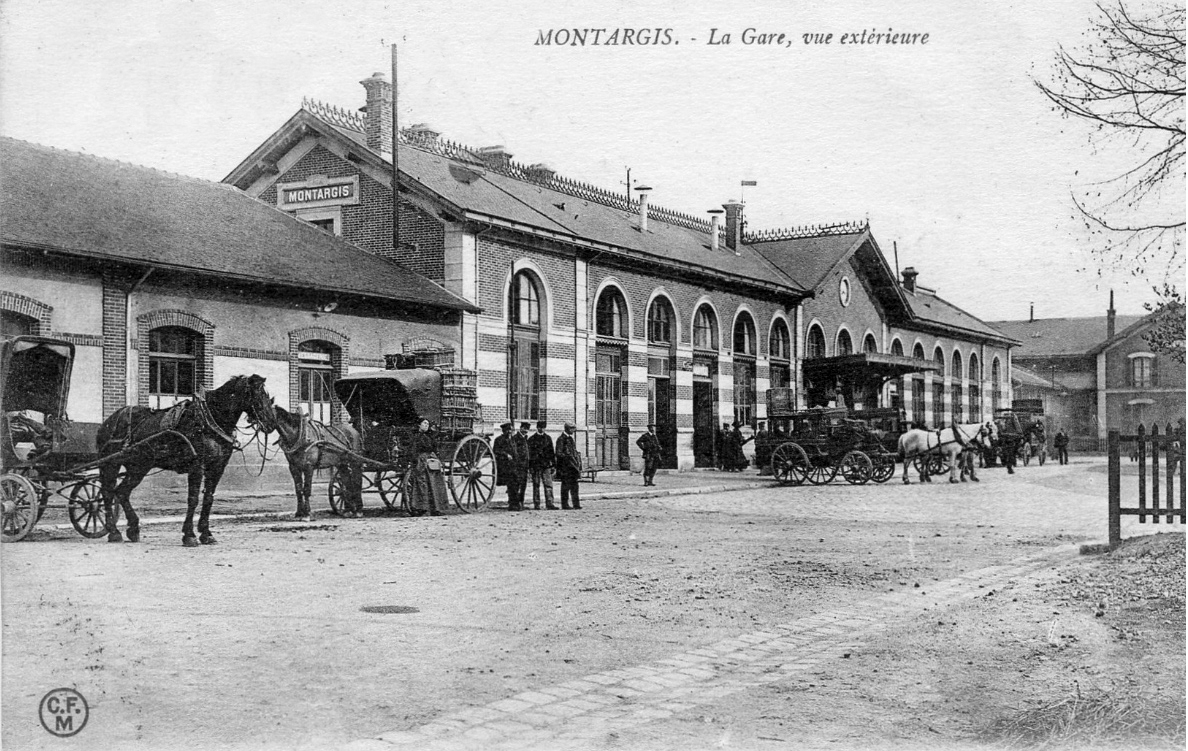
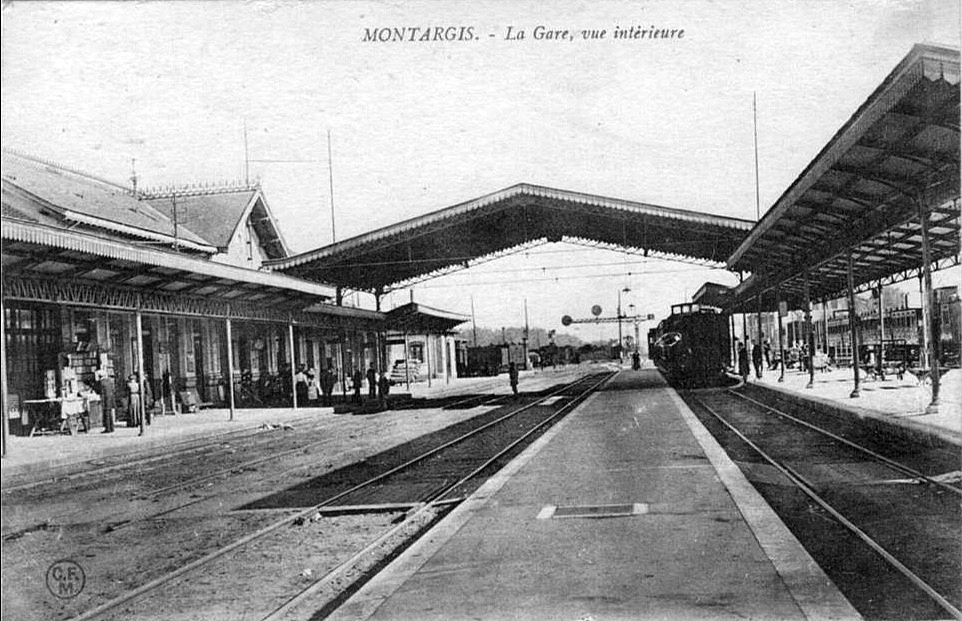
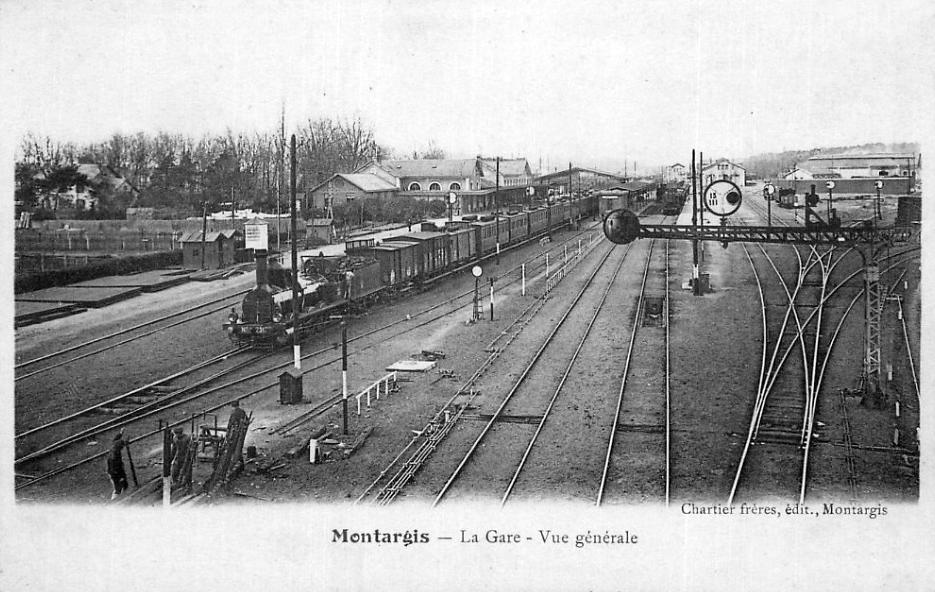

En 1911, la gare, nommée « Montargis », figure dans la « Nomenclature des gares stations et haltes du PLM ». C'est une gare de passage de la ligne de Moret-les-Sablons à Nîmes, située entre la station de Cepoy et la gare de Solterre. Elle peut expédier et recevoir des dépêches privées. Elle est ouverte au service complet de la grande vitesse et à celui de la petite vitesse.

### Gare SNCF (depuis 1938)
Au début des années 1980, Montargis bénéficie du premier poste d'aiguillage moderne de la ligne, un poste d'aiguillage tous relais géographique (PRG) qui permet de rationaliser le plan des voies, devenues pléthoriques au fil du temps, et de supprimer l'arrêt général, autorisant ainsi le passage en gare à une vitesse plus importante. En 1985, c'est une gare de première classe ; son trafic annuel de voyageurs est de 237 675 billets et de 9 024 abonnements et son trafic de marchandises, notamment des céréales, représente un total de 78 438 tonnes à la réception et de 71 319 tonnes à l'expédition.
En mars 2019, le parking de la gare rouvre en bénéficiant de 82 places supplémentaires après deux mois de travaux ; leur coût total, hors taxes, s'est élevé à 360 000 €, pris en charge par l'agglomération (127 000 €), le département (144 000 €) et la région (89 000 €).

## Fréquentation de la gare
De 2015 à 2022, selon les estimations de la SNCF, la fréquentation annuelle de la gare s'élève aux nombres indiqués dans le tableau ci-dessous.
| Année                      | 2015      | 2016      | 2017      | 2018      | 2019      | 2020      | 2021      | 2022      |
| -------------------------- | --------- | --------- | --------- | --------- | --------- | --------- | --------- | --------- |
| Voyageurs                  | 1 588 011 | 1 588 939 | 1 673 680 | 1 642 327 | 1 717 950 | 1 002 392 | 1 230 767 | 1 531 226 |
| Voyageurs et non voyageurs | 1 985 014 | 1 986 174 | 2 092 101 | 2 052 909 | 2 147 437 | 1 252 990 | 1 538 459 | 1 914 033 |

## Service des voyageurs

### Accueil
Gare SNCF, elle dispose d'un bâtiment voyageurs ouvert tous les jours de 4 h à 1 h 10, avec un guichet ouvert du lundi au vendredi de 6 h 5 à 20 h 25, les samedis de 6 h 10 à 20 h 50 et les dimanches et jours fériés de 7 h 10 à 21 h. Elle est équipée d'automates pour l'achat de titres de transports. Pour l'accessibilité, elle propose les services Accès TER et Accès plus avec réservation par téléphone. Un tunnel piétonnier souterrain permet le passage d'un quai à l'autre.

Installations en 2019
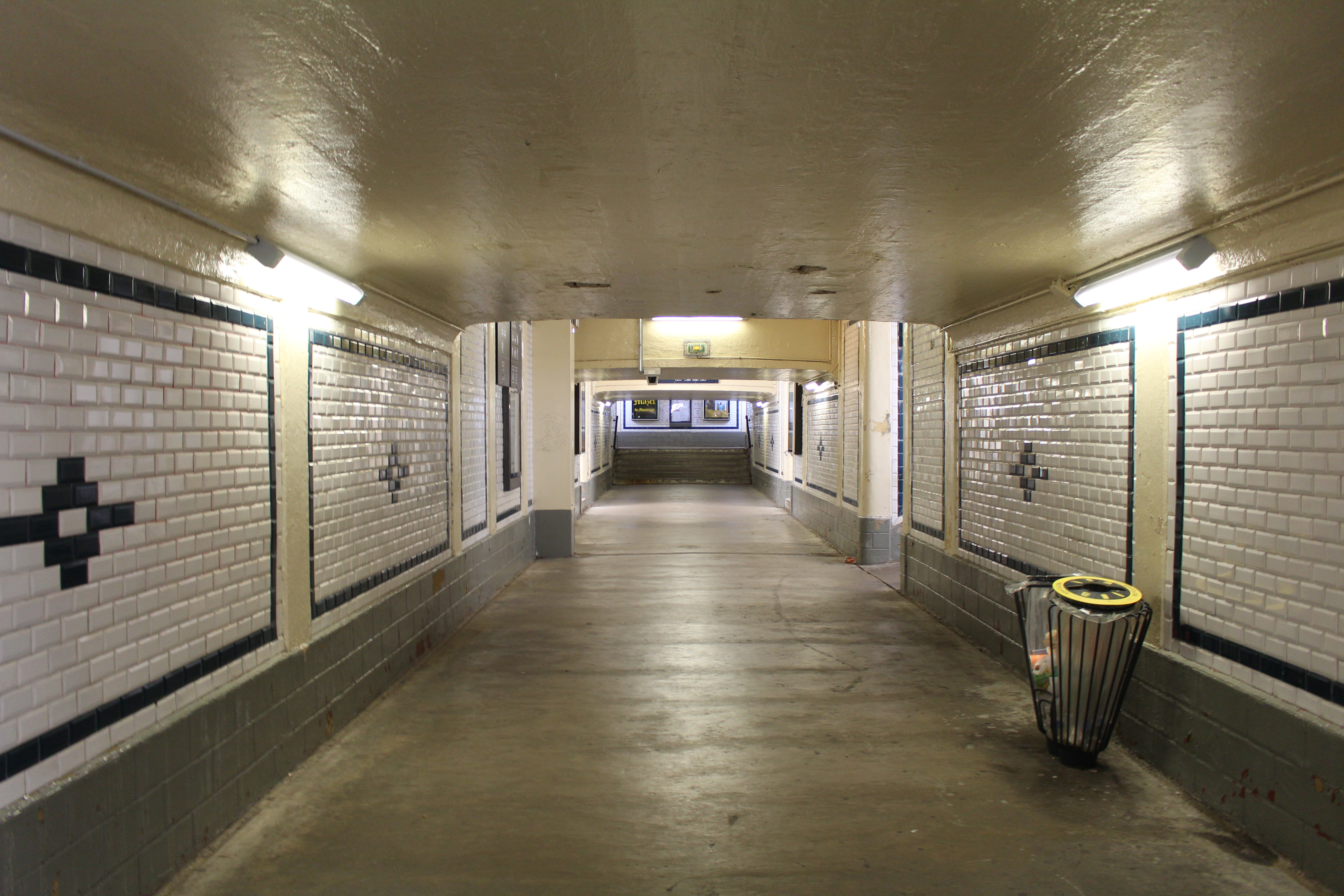
Le souterrain.
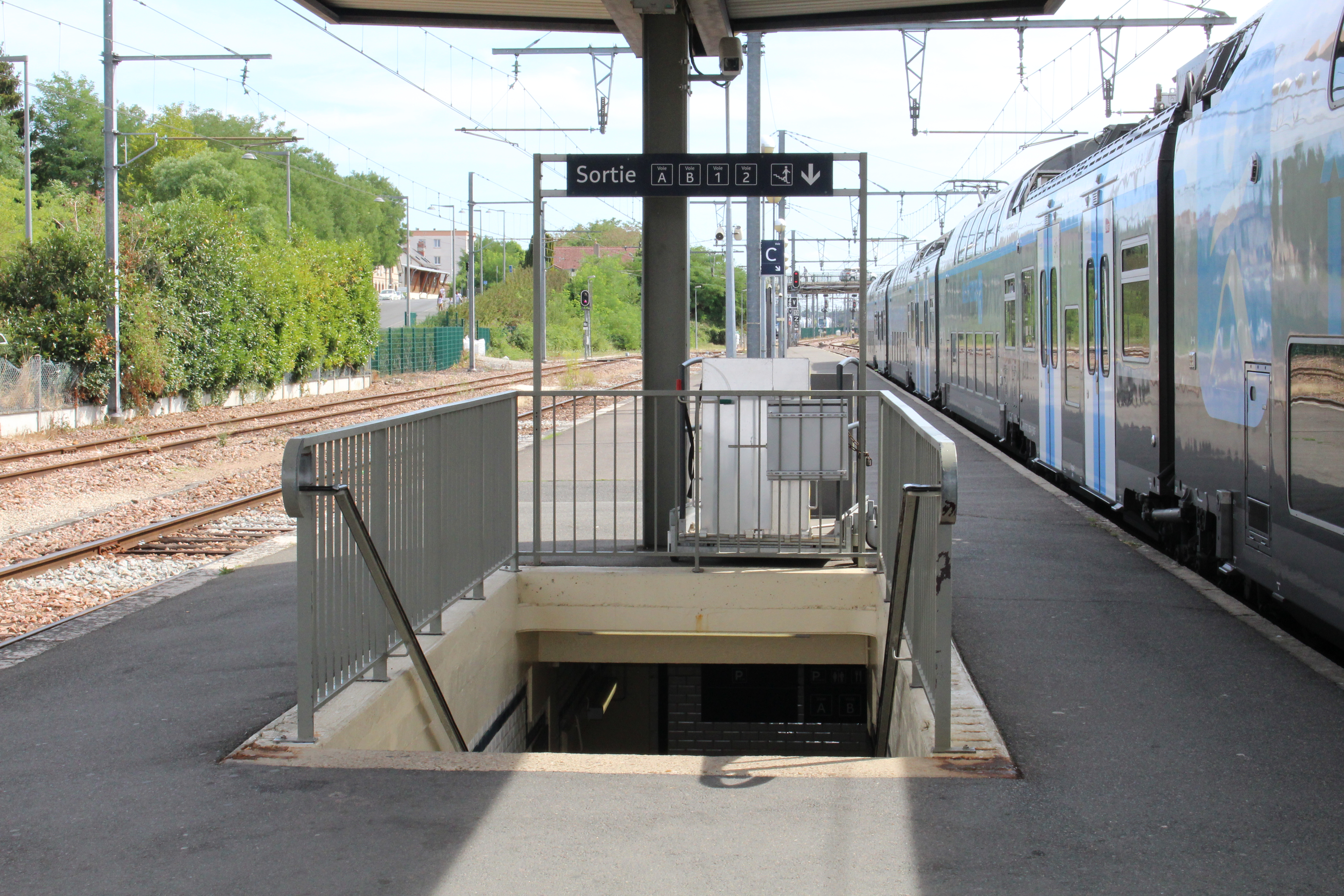
Accès à l'un des quais.
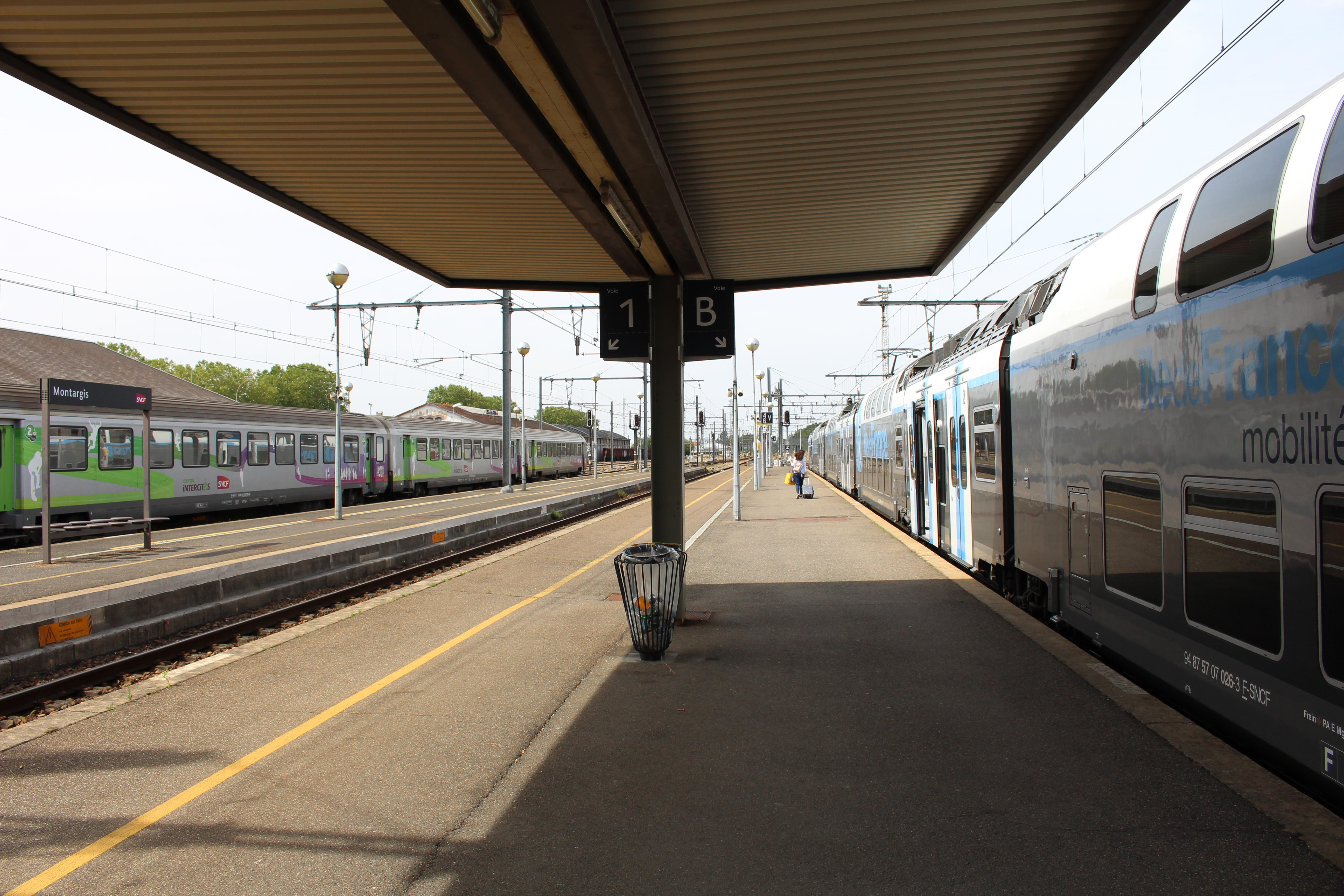
Voies et quais.

### Desserte
Montargis est le terminus de trains de la ligne R du Transilien en provenance de Paris-Gare-de-Lyon. Elle est aussi desservie par des trains du réseau TER Centre-Val de Loire circulant entre Paris-Bercy et Nevers.

Desserte
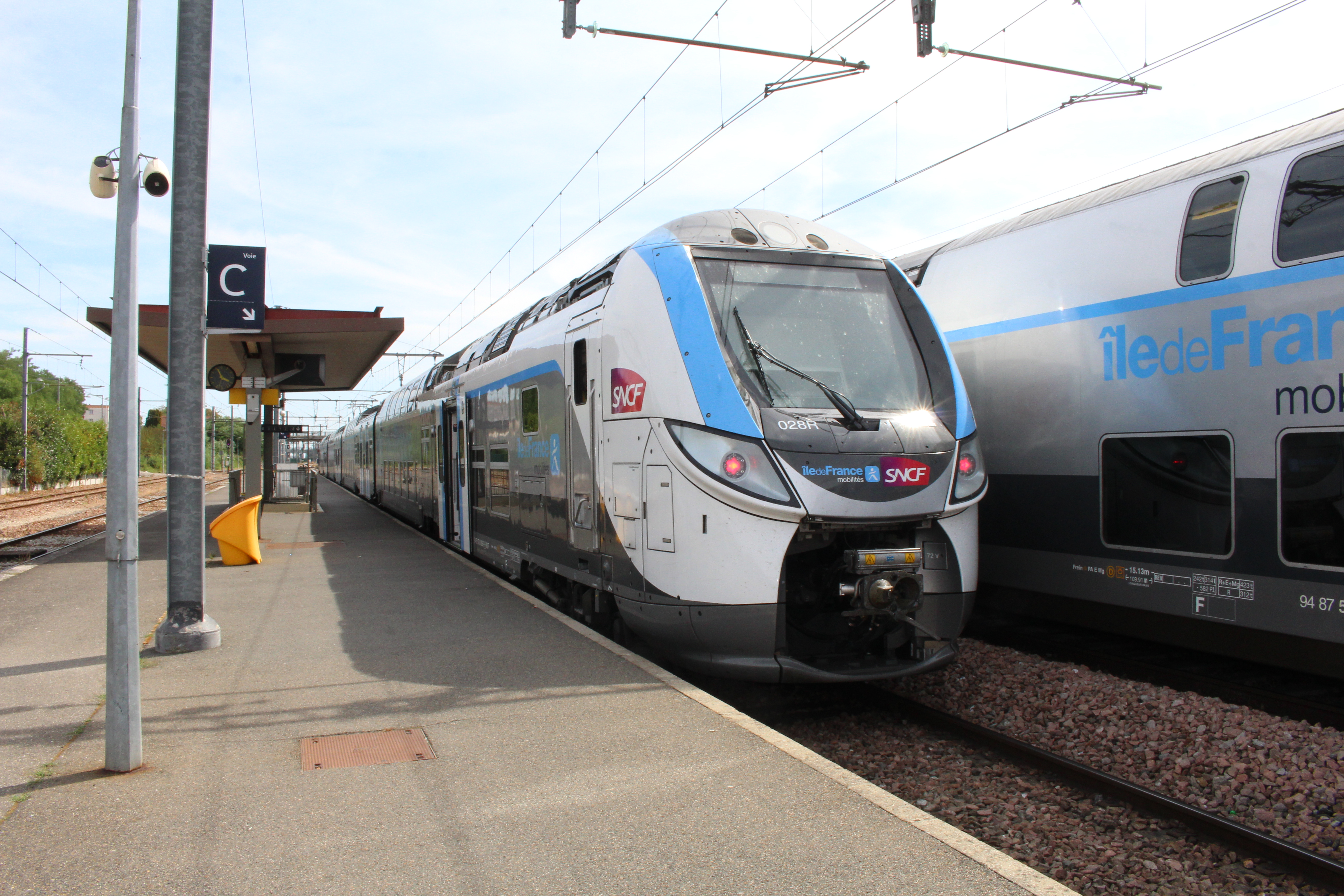
Rame Z 57000 de la ligne R du Transilien.
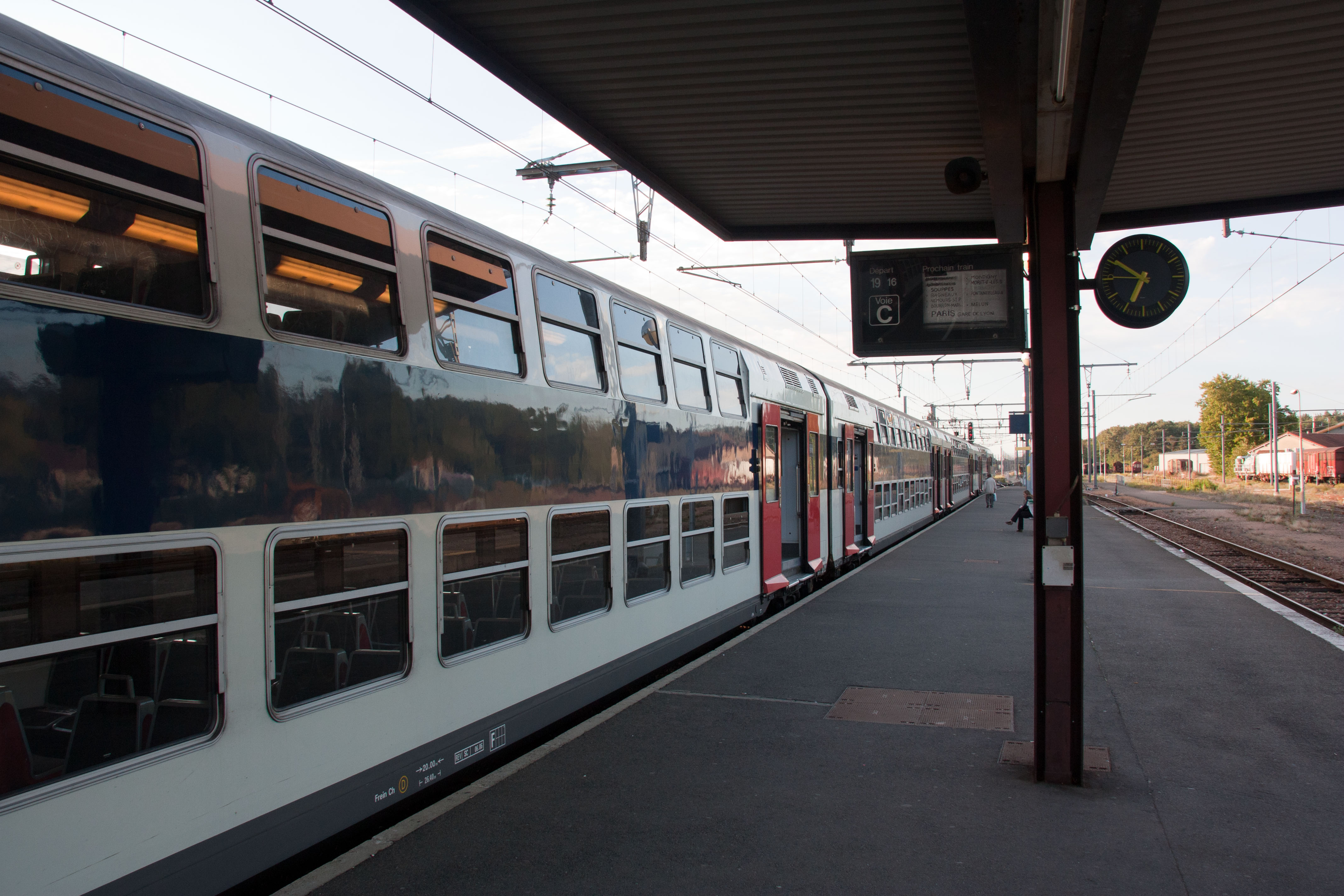
Rame Z 20500 de la ligne R du Transilien.
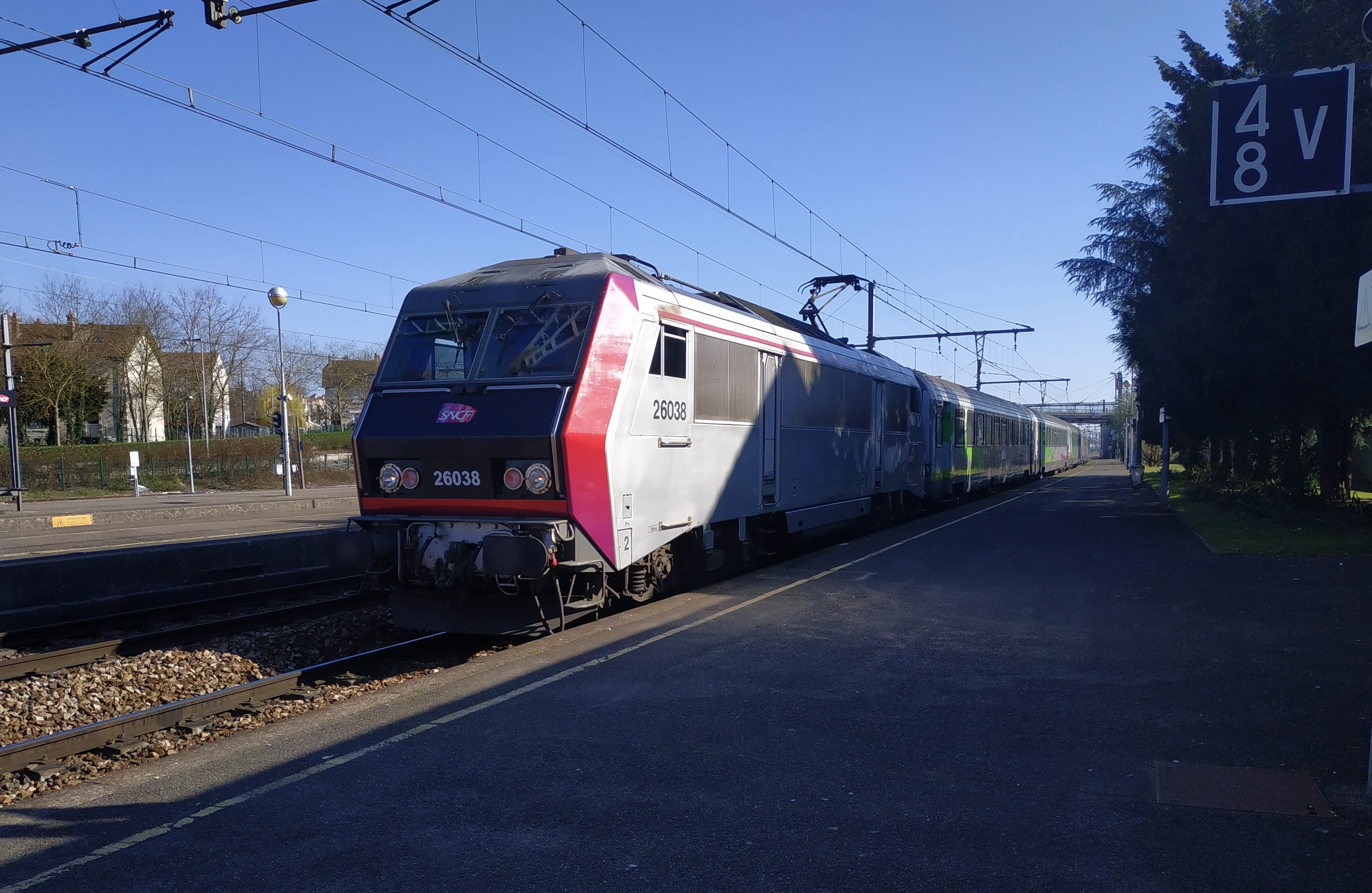
Arrivée d'un train Corail Nevers – Paris.

### Intermodalité
Elle est desservie par les transports en commun routiers : lignes 4, 6, 10, 11, 12, 13, 14 et 15 du réseau de cars interurbains régional Rémi, et lignes 1, 2, 4 du réseau de bus Amelys. Un parking est disponible à proximité.

## Service des marchandises
Cette gare est ouverte au service du fret (train massif seulement).